# 1593 az irodalomban
Az 1593. év az irodalomban.

## Új művek
- Torquato Tasso: A meghódított Jeruzsálem (Gerusalemme conquistata, Róma). Az eredeti eposz újraírt változata. Az eredeti, A megszabadított Jeruzsálem  (Gerusalemme liberata) a költő tudta és engedélye nélkül jelent meg 1581-ben. Az utókor az eredeti változatot tekinti a végleges szövegnek.
- Balassi Bálint versgyűjteménye, az ún. Cím nélküli gyűjtemény „egyetlen papírlapon maradt fenn, s egyben ez az egyetlen Balassi kezeírásával lejegyzett versszöveg – 1952-ben fedezték fel.”[1]

## Születések

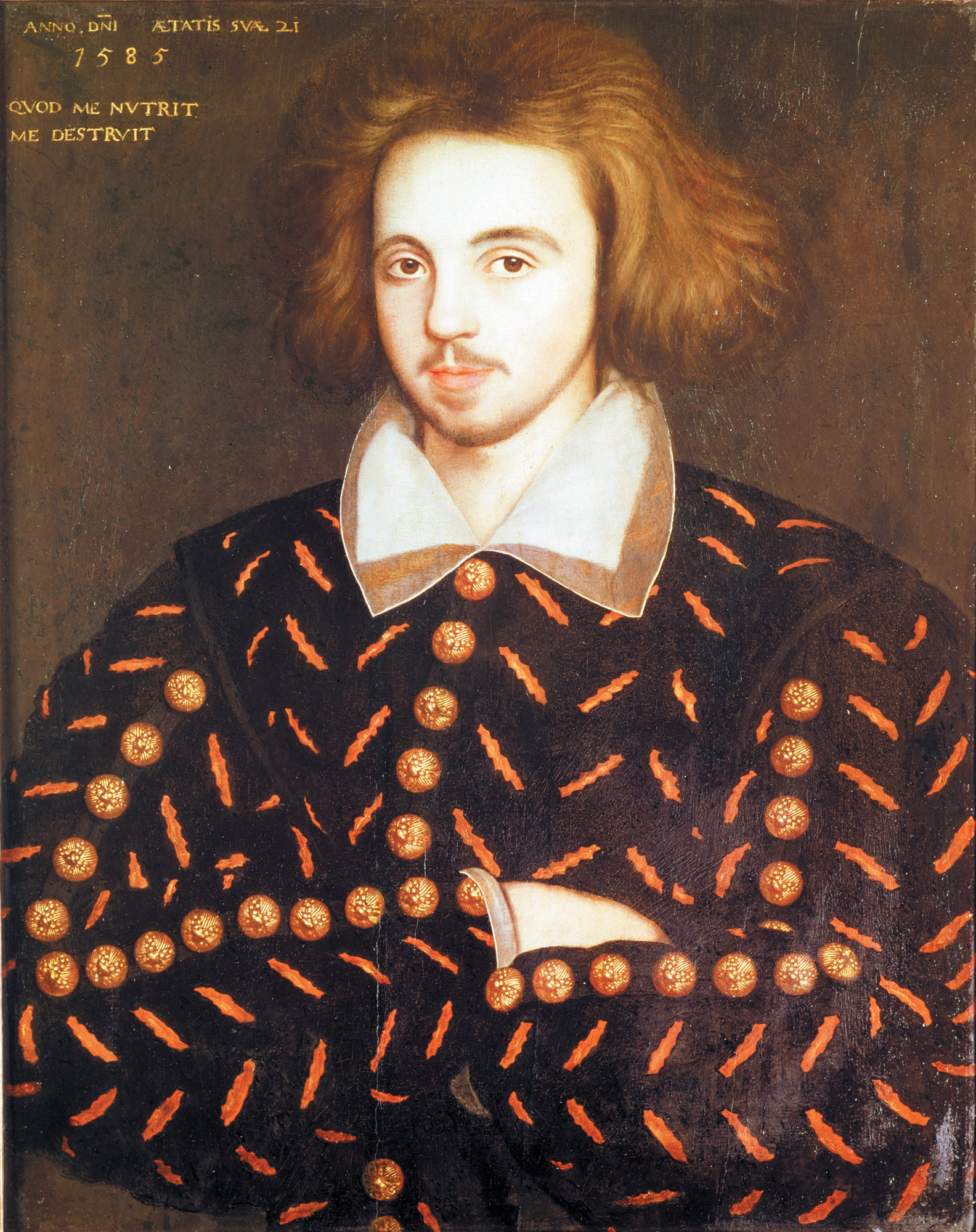
Christopher Marlowe

- április 3. – George Herbert wales-i születésű brit költő, az ún. metafizikus költők csoportjának tagja († 1633)

## Halálozások
- február 6. – Jacques Amyot francia műfordító; több ókori szerző, köztük Plutarkhosz munkáinak fordítója (* 1513)
- május 30. – Christopher Marlowe angol drámaíró, költő és műfordító (* 1564)
- 1586 és 1593 között – Maciej Stryjkowski (Matthias Strycovius) lengyel költő, író, történetíró; a Litván Nagyfejedelemség történetéről kinyomtatott első könyv (1582) szerzője (* 1547)